# 17 Ursae Majoris
17 Ursae Majoris är en variabel stjärna (VAR) i stjärnbilden Stora björnen. Spektraltypen är K4III och den visuell magnitud är +5,28 med variationer av en amplitud på 0,006 och en period av 17,60873 dygn.